# Abu-l-Ghazi Ubaid Al·là
Abu-l-Ghazi Ubayd-Al·lah fou kagan dels uzbeks xibànides (1533 -1540) i kan de Bukharà (de facto 1504 -1510 i 1510-1533).

## Primers anys
Ubayd-Al·lah va ser un governant capaç de la dinastia xibanida. Era fill del germà petit de Muhàmmad Xaibani, Mahmud Sultan. Va rebre el seu nom en honor al líder dels ensenyaments Naqshbandi, Ubaydullah Khoja Ahrar, que va ser el mentor espiritual del seu pare. El mentor espiritual del mateix Ubayd-Al·lah va ser el xeic iemenita, Sayyid Abdullah al-Yamaniy. Ubayd-Al·lah va rebre una bona educació. Va estudiar hadith de Khoja Maulana Isfahani, jurisprudència de Mahmud Azizan. Mentors espirituals famosos d'Ubaydullah van ser els xeics sufís de la tariqa Yasawiya, el xeic Khudaydod Wali i Mansur.
Ubaydullah acompanyava Xaibani en les seves campanyes. El seu oncle li va donar com a herència la regió de Bukhara. El 1510, no va arribar a temps per ajudar a Xaibani, que estava envoltat per les tropes superiors d'Ismaïl-Xah.

## Kan de Bukharà
En el kuriltay celebrat a la mort de Muhàmmad Xaibani (1510), sota la direcció de Janibeg que actuava de virtual regent els feus dels uzbeks es van redistribuir: Kotxkunju (Kuchkunji) va rebre Samarcanda; Muhammad Timur (fill de Muhàmmad Xaibani) fou nomenat corregent a Samarcanda junt a Kotxkunju; Siyunich (germà de Kotxkunju) va rebre Taixkent; Ubayd Allah o Abu-l-Ghazi Ubaid Al·là va rebre el territori patrimonial del seu pare Mahmud Sultan, Bukharà, juntament amb Karakul i Karshi. Janibeg es va reservar Miankal (que sota Muhàmmad Xaibani havia governat el seu propi fill Muhammad Timur) i la Sogdiana de Samarcanda (Soghd) amb les ciutats de Kermineh i Nur. En el mateix any (i probablement al mateix kuriltay) Kotxkunju fou elegit com a kagan. Tot i tenir l'autoritat de iure la direcció principals dels afers va recaure en Ubaid Al·là, kan a Bukharà.
Després de la victòria de Gijuvan sobre Baber i els perses, Ubaid Al·là va creuar l'Oxus prop de Charjui (moderna Türkmenabat), acompanyat de Janibeg de Kermineh o Miankal, als quals, a Murghab, es va unir Muhammad Timur Sultan, que venia des de Samarcanda; llavors van atacar Mashad; altres contingents van avançar per Tirmidh fins a Balkh, devastant el país. Ismaïl I va acudir al rescat i llavors els uzbeks es van retirar. Diversos oficials perses que havien desertat l'exèrcit de Nadjm-i Thani (Nejim) foren executats i va exercir represalies sobre subjectes sunnites acusats 'encoratjar als uzbeks i perseguir als xiïtes (1513).
Per alguna raó els turcmans orientals estaven descontents de Baber i van intentar enderrocar-lo i matar-lo; però va poder escapar i arribar a Hissar. Els turcmans van agafar posicions als turons de Karatigin i van assolar les terres entorn d'Hissar; aquestos saquejos van provocar una gran fam a la ciutat d'Hissar, a la que va seguir la pesta i milers de dones i nens uzbeks van ser venuts com esclaus; l'hivern a més fou sever. Llavors Ubaid Al·là de Bukharà, va marxar amb un exèrcit per castigar els saquejadors. Aquestos, sabent que no podien esperar ajut de Baber, van agafar posicions a les muntanyes de Surghab i Waksh, on quedaven protegits per les muntanyes pels dos flancs i per molta neu al front; un sobtat desglaç va obrir camí als uzbeks; els turcmans van intentar fugir pel riu i molts es van ofegar, i la resta que van enfrontar als uzbeks van morir lluitant; una part foren fets presoners i la resta va poder arribar a Andijan. Hisar va caure en mans dels uzbeks i Baber va deixar a Khan Mursa al Badakhxan, i es va retirar cap a Kabul (1514) i ja no va retornar.
El 1524 a la mort d'Ismaïl I de Pèrsia, Ubaid Al·là de Kermineh i Miankal va creuar altre cop l'Oxus i va entrar al Khorasan. El governador Durmish Khan Shamlu, es va fer fort a Herat on els uzbeks el van assetjar uns quants mesos però finalment es van retirar. Durmish Khan va morir el 1524 i el governador de Mashad va morir també en una lluita civil, el que va provocar confusió entre els amirs de Khorasan i el 1525 Ubaid Al·là va tornar a creuar l'Oxus a Charjui, i va ocupar Merv, on deu o quinze mil camperols van ser assassinats; va passar a Sarakhs on va trobar a trenta o quaranta kizilbaixis que refusaven rendir la plaça, però una part dels habitants, dividits en les seves lleialtats, va obrir les portes als uzbeks i els soldats perses van ser executats. Llavors van avançar cap a Mashad, ciutat sagrada dels xiïtes, poc defensada, que es va rendir després d'un setge de 8 mesos; tot i els termes de la capitulació, tots els homes de la ciutat foren executats i les dones venudes com esclaves. Al mateix temps, Abu Said, fill de Kotxkunju, atacava Herat, però fou rebutjat. Un altre contingent uzbek sota Kara Kitin, va assetjar Balkh, que romania en mans perses; alguns oficials de Baber, al servei del perses, es van passar als uzbeks que van capturar la ciutat; després van fer un atac als propis dominis de Baber, sotmetent Ibak, Sarabagh, i Khuram, places situades a la vall del riu Khulm, mentre la guarnició de Ghuri, a la riba del riu Ghuri, espantada per la caiguda de Balkh, es va rendir igualment (1525). Després de capturar Mashad i Tus, Ubaid Al·là va avançar i va assegurar Astarabad, on va deixar al seu fill Abd al-Aziz, com a governador, i ell mateix va marxar cap a Balkh. El perses van rebre reforços importants des de l'Azerbaidjan, i Abd al-Aziz es va retirar i es va reunir amb el seu pare; les seves forces combinades van infligir als perses una severa derrota a Bistam que altre cop va posar Astarabad a les seves mans; ara en fou nomenat governador Renish o Zinish Bahadur Khan, i Ubaid Al·là va anar a passar l'hivern (125-1526) a Ghurian. El 1526 Ubaid Al·là va assetjar Herat, on el governador Husayn Khan Shamlu va resistir set mesos. Llavors van arribar notícies d'una derrota de Zinish Bahaduir Khan; aquest havia estat atacat pels governadors perses de Sabzawar i de la zona d'Astarabad, a Damghan, i encara que al començament havia hagut de cedir terreny va acabar obtenint la victòria i els dos comandants perses van morir a la lluita; però el xa Tahmasp I va marxar a la zona amb reforços (quaranta mil homes) i va aconseguir derrotar els uzbeks a Damghan, i Zinish va resultar mort; un segon destacament uzbek fou també derrotat i els perses van caure sobre Ubaid Al·là que estava assetjant Herat i va haver d'aixecar aquest setge i retirar-se cap a Merv. Allí va cridar als diversos prínceps uzbeks de Transoxiana a una reunió general, amb les seves forces militars.
Kotxkunju Khan hi va anar des de Samarcanda amb els seus fills Abu Said Sultan i Pulad Sultan, i amb els fills de Janibeg; Siyunish Khan hi va anar des de Taixkent; els fills d'Hamia Sultan i Mehdi Sultan des d'Hissar; i Kara Kitin Sultan des de Balkh. Es va reunir un gran exèrcit. Baber diu que eren 150.000, Mir Yahya Saifi parla de 121.000 i el Alim-arai Abasi de 80,000 veterans sense comptar altres tropes; era l'exèrcit més gran que creuava l'Oxus des del temps de Genguis Kan; els perses només eren 40.000 però veterans i disciplinats a l'estil turc, i havent servit durament contra els otomans; comptaven també amb dos mil artillers i sis mil mosqueters, i en canvi els uzbeks només tenien com armament les seves primitives armes (sabres i arcs). Tahmasp I va agafar posicions a Jam, en el camí d'Herat; els uzbeks ho van interpretar com signe de debilitat i van avançar per atacar Mashad; mentre l'exèrcit principal s'establia a aquesta ciutat, vint mil homes van anar a recórrer la rodalia del campament enemic per impedir a qualsevol sortir d'un perímetre fixat; el xoc es va produir el 25 de setembre de 1528 a Jam. La millor organització i la superioritat tècnica dels perses els va assegurar la victòria i els uzbeks van patir una carnisseria. Kotxkunju i Ubaid Al·là van poder fugir però el segon va resultar ferit. Janibeg, que havia perseguit a les tropes perses de les ales que havien fugit, va retornar de nit al campament pensant que estava ocupat pels seus i va anar a parar al mig de les forces de Tahmasp, i va perdre un nombre d'homes encara que va poder escapar.
Tahmasp no va tardar a haver de dirigir la seva atenció a la part occidental del seu regne contra els otomans; va nomenar virrei del Khorasan al seu germà Bahram Mirza i es va retirar i llavors els uzbeks van tornar (1530) dirigits com abans per Ubaid Al·là, però ara ja amb Abu-Saïd com a kagan, el qual no va donar suport a la iniciativa; Ubaid Al·là es va presentar a Mashad que fou assetjada per dos mesos; llavors va anar a Herat que va assetjar set mesos; Herat va capitular; els xiïtes van patir revenges pels seus actes contra sunnites. L'any següent (1531) va avançar cap a Farra, que va atacar però finalment es va haver de retirar després d'un curt setge quan va saber que els perses anaven cap allí amb moltes forces; Ubaid Al·là era a Herat, i va cridar als amirs uzbeks per ajudar-lo, però Abu-Saïd va refusar anar a combatre al seu costat. Finalment va evacuar Herat i es va retirar fins a Merv.
A meitat del 1532, dirigits també per Ubaid Al·là, elz uzbeks van tornar al Khorasan. Ubaid Al·là va marxar a Herat, el seu fill Abd al-Aziz a Mashad, Kamishi-Oghlan (conegut com, el "Noi dels arbusts") a Astarabad i Khankeldi Bahadur a Sabzawar. El país fou assolat durant un any i mig. Es van emetre monedes amb el nom d'Abu-Saïd a Mashad, Sabzawar i Torbat. Ubaid Al·là va assetjar Herat però Abu-Saïd no va enviar tropes i únicament un ataliq encarregat de convèncer els habitants de rendir-se; una gran fam va afectar la ciutat i es van haver menjar aliments podrits i carn de gossos i gats; la ciutat va oferir la rendició a canvi de la retirada a un o dos dies de marxa, perquè la guarnició i els habitants que volguessin poguessin sortir sense ser molestats; però això fou refusat, ja que Ubeidal·là volia que desfilessin davant les seves tendes; per tant el setge va seguir. Mentre Tahmasp va aplanar la revolta a l'Azerbaidjan i va sortir cap a Herat a marxes forçades. Un contingent va derrotar els uzbeks a Astarabad i va matar els presoners; cinc-cents caps foren enviats als assetjants d'Herat. Els uzbeks de Sabzawar es van retirar lluitant cap a Nixapur i després cap a Mashad. Abd al-Aziz va sortir d'aquesta plaça amb 700 homes per anar a ajudar el seu pare a Herat però Ubaid Al·là no es va atrevir a enfrontar als perses (tot i que molt caps uzbeks volien lliurar batalla) i es va retirar cap a Bukharà. Durant dos anys Khorasan va quedar lliure dels atacs uzbeks amb Sam Mirza, germà de Tahmasp I, com a virrei.

## Kagan
A la mort d'Abu-Saïd (juliol/agost del 1533) van circular rumors que havia estat enverinat pel seu cosí Abu-l-Ghazi Ubaid Al·là Khan, però no hi evidencies en aquest sentit. L'hereu d'Abu-Saïd era el seu germà, però el kurialty va escollir a Ubaid Al·là com a kagan segurament pel valor demostrat a les guerres de Pèrsia (Khorasan). Sota el seu regnat Bukharà va esdevenir la capital dels uzbeks.
El 1535 Sam Mirza va atacar Kandahar i Ubaid Al·laà va considerar un bon moment per renovar els seus atacs. Sis mil uzbeks van entrar al nord de Khorasan però foren derrotats per Sufyan Khalifa, governador de Mashad. Més a l'est els uzbeks van atacar Ghardjistan. Sultan Shamlu que governava a Herat en absència de Sam Mirza, va sortir a buscar a aquest amb un exèrcit mal equipat i fou atacat patint una derrota completa; després d'això la població d'Herat va cridar en ajut a Sufyan Khalifa. Encara que aquestos atacs eren simples ràtzies, van encoratjar a Ubaid Al·là que al següent any va creuar l'Oxus amb un gran exèrcit i va atacar Mashad. Sufyan va marxar a correcuita d'Herat; va actuar com menyspreant l'enemic i va prometre estar aviat a la ciutat santa dels xiïtes i enviar la pell d'Ubaid Al·là al xa. Va sortir d'Herat amb només tres mil cavallers; va omplir bosses de fenc i no en va deixar pels uzbeks, i no va deixar ni una herba a l'entorn de Mashad per privar d'aliment als seus cavalls; va derrotar el primer contingent uzbek que se li va presentar però en acostar-se a la ciutat es va veure obligat a refugiar-se en una vella ruïna on es va defensar obstinadament durant uns quants dies, menjant la carn dels seus cavalls, però finalment fou capturat i executat. El subgovernador que Sufyan havia deixat a Herat va tenir un comportament tant opressiu que una part de la ciutat va cridar als uzbeks. Ubaid Al·là hi va anar i va assetjar la plaça durant cinc mesos en què els habitants van patir greument; finalment tres-cents uzbeks van poder entrar al bastió segurament per una traïció, i la ciutat fou ocupada; la guarnició es va retirar a la fortalesa de Ekhtiar al-Din. La ciutat fou saquejada i la ciutadella es va rendir després amb la condició de poder abandonar el fort amb les seves pertinences però quan van sortir foren despullats i enviats a Bukharà i molts van morir pel camí. Ubaid Al·là va conservar Herat durant quatre mesos en els quals va perseguir als xiïtes severament. Quan Tahmasp I va poder va anar en socors de la ciutat i encara que Ubaid Al·là volia resistir, els altres caps uzbeks van optar per la retirada i encara que era hivern van retornar a Bukharà; Tahmasp va recuperar Herat sense oposició.
Ubaid Al·laà encara hauria fet dues o tres ràtzies més al Khorasan però cap d'importància.
Mentre els uzbeks havien fundat un kanat independent a Coràsmia (1511) i ara sota Avanesh Khan (1535-1538) hi havia agitació al país. Ubaid Al·là va decidir intervenir i aliat a Borrak Khan de Taixkent (també conegut com a Nawruz Ahmed Khan), amb Jevan Mard Ali Bahadur, fill d'Abu Said Khan que ara era kan a Samarcanda (el feu patern) i als nets d'Hamza i Mehdi Sultan, senyors d'Hissar, va marxar contra Urgendj. Avanesh (o Avanek) no va poder resistir la invasió i es va retirar a Kur. Ubaid Al·là va entrar a Urgendj i va enviar un contingent en persecució del kan enderrocat, que fou capturat amb els seus fidels a un lloc anomenat Begat Kiri, al nord de Vesir (Vezir). El kan fou lliurat a Omar Gazi, al pare del qual havia matat, el qual el va fer matar. Ubaid Al·là va cedir Urgendj al seu fill Abd al-Aziz. Els sarts i els turcmans no foren molestats i els uzbeks es van dividir en quatre seccions, de les quals una fou assignada a Ubaid Al·là i(Bukharà), una altra als prínceps d'Hissar, una tercera al kan de Samarcanda i la quarta al kan de Taixkent. Els prínceps van deixar governadors i van retornar als seus territoris emportant-se bona part dels guerrers uzbeks.
Mentre Din Muhammad Sultan, fill d'Avanek Khan, va conservar la seva autoritat al feu de Derun que havia rebut com assignació uns anys abans. Molts fugitius d'Urgendj es van presentar al seu territori, i es va veure amb prou força per recuperar la possessió del kanat. Van atacar la ciutat de Khivà que fou capturada, i el seu governador (darugha) executat amb els seus homes. El darugha d'Hazarasp va fugir. En saber això, Abd al-Aziz es va retirar d'Urgendj i es va reunir amb el seu pare. Aquest no va tardar a convocar l'exèrcit i va avançar amb uns milers d'homes. Din Muhammad només tenia tres mil homes, va decidir arriscar una batalla. Tres vegades fou advertit pels seus generals (begs) que era una imprudència; dues vegades va ignorar el consell; la tercera vegada va desmuntar del cavall i va dir "Deu, et confio a Tu la meva anima, i confio el meu cos a l'Infern" llavors es va dirigir als begs i va anunciar que estava disposat a morir i que si les seves vides eren més importants que la seva, que no el seguissin, i si no ho eren, que marxessin amb ell. Fou seguit per una massa entusiasta i va agafar posicions a Guerdin Khast, a l'oest del llac que després fou conegut com a Shikest Kuli (El Llac de la Derrota). Era de nit quan van arribar els enemics; Din Muhammad va separar els seus homes en dues divisions i va preparar una emboscada; l'avantguarda de l'exèrcit de Bukharà va aparèixer precedit per 40 homes amb banderes; aquesta força fou atacada sobtadament per l'altre costat i derrotada; diversos begs foren morts i altres fets presoners; la carnisseria fou terrible; Kun Tughar Bahadur, de la tribu kungrat, deia que ell sol havia matat a seixanta enemics; després de la batalla els begs capturats foren presentats a Din Muhammad un per un; un d'aquestos, Hafiz, fou acusat d'haver dit que el poble d'Urgendj era infidel i no musulmà; preguntat sobre per què ho havia dit va respondre: "Estem a punt de comprovar quins són infidels i quins mahometans" (frase que després va esdevenir un proverbi uzbek). Din Muhammad va proposar un intercanvi de presoners amb Ubaid Al·là, que fou acceptat i es va procedir a fer-lo efectiu. Aquesta campanya es va acabar el 1540.

## Mort i successió
Poc després va morir Ubaid Al·là es diu que del disgust. Tenia 56 anys i fou enterrat a la capella del col·legi que ell mateix havia construït. Monedes del seu temps foren encunyades a Bukharà, però la majoria no porten el seu nom. L'historiador Haydar el defineix com a pietós, dòcil, religiós, abstinent, just, destacat pel seu valor i la seva generositat. Va copiar l'Alcorà més d'una vegada; tenia diwans (col·leccions de poesia) de poetes turcs, àrabs i perses; era també un bon músic.
Es pot considerar que dins les regles de successió dels uzbeks, Ubaid Al·là fou una mena d'usurpador, ja que encara que elegit legalment, no era a ell a qui corresponia la corona. A la seva mort la successió va retornar a la casa d'Abu l-Khayr i Kotxkunju, en la persona del fill d'aquest Abd-Al·là ibn Kotxkunju.